# شافيي
شافيي (بالبلغارية: Чавеи)‏ قرية تقع إدارياً ضمن مقاطعة غابروفو في بلغاريا. ويبلغ عدد سكانها 35 نسمة حسب تعداد 15 مارس 2015. تعتمد شافيي للبريد على الرمز البريدي 5345.